# Luziański

Herb Luziański według Gajla za Uruskim, Chrząńskim i Siebmacherem

Herb z pieczęci z 1570 roku

Luziański (Luzyański, Lusian, Luzjański) – polski herb szlachecki, używany na Pomorzu.

## Opis herbu
Zachowały się przekazy o przynajmniej dwóch wariantach tego herbu. Opisy z wykorzystaniem zasad blazonowania, zaproponowanych przez Alfreda Znamierowskiego:
Luziański (Luzjański, Luzyański, Lusien): W polu czerwonym dwie szczęki szczupaka srebrne zębami ku sobie i w dół. Klejnot: Na dwóch skrzydłach sępich, czerwonych, w lewo, samo godło. Labry: czerwone podbite srebrem.
Żabiński (Żabieński, Luzyański odmienny): W polu szczęki szczupaka w skos lewy zębami ku sobie i do góry. Barwy nieznane, klejnot nieznany.

## Najwcześniejsze wzmianki
Herb wymieniany przez Paprockiego, Okolskiego, Kojałowicza i Niesieckiego. Z autorów późniejszych wzmiankują go m.in. Juliusz Karol Ostrowski, Teodor Chrząński i Seweryn Uruski. Stanisław Dziadulewicz wzmiankuje pieczęć z 1570 Stanisława i Szymona Żabieńskich (herb opisany tutaj jako Żabiński).
Według Ostrowskiego, herb przyniesiony z Niemiec w XIV wieku, z Harzu, przez rodzinę o nazwisku von Markelingerode, która następnie od dóbr Lizejny koło Reszla, miała przybrać nazwisko Luziański.

## Herbowni
Tadeusz Gajl wymienia trzy rody herbownych:
Luziański (Luzyański, Luzjański), Łukomski, Żabieński (Żabiński).
Nie wiadomo, jak rodziny inne niż Luzyańscy mogły nabyć prawo do tego herbu (nazwa herbu wskazuje, że powinien to być herb własny). Serweryn Uruski podaje, że Julian, Władysław i Wiktor Łukomscy wylegitymowali się tym herbem w roku 1852 w guberni kowieńskiej. Niepewna jest też kwestia kaszubskiej rodziny Żabieńskich. Według Przemysława Pragerta herb z pieczęci 1570 jest osobnym herbem, albo odmianą herbu Luziański, ale Tadeusz Gajl zalicza Żabieńskich w poczet herbownych herbu Luziański.

### Znani herbowni
- Fabian Luzjański – biskup warmiński,
- Jan Luzjański – brat Fabiana, wojewoda chełmiński.